# برج اليعقوب
برج اليعقوب (Al Yaqoub Tower)
نال برج اليعقوب العديد من المراكز حيث نال المركز الثاني والخمسين في الأبراج الأكثر ارتفاعاً في العالم والخامس عشر في في الشرق الأوسط والثاني عشر في دولة الإمارات العربية المتحدة والمركز الحادي عشر في دبي.
ويعد برج اليعقوب برج فندقي ويحتوي أيضاً على مكاتب تجارية، ويقع في طريق الشيخ زايد. تم تصميم البرج من قبل عدنان سفاريني، وطورتها شركة رمكو العقارية. وترجع ملكية البرج إلى سيف الدين يعقوب، ويعد المقاول الرئيسي للبرج هو شركة الإنشاءات العربية. بدأت عملية بناء البرج في عام 2006 واكتمل بناءه في عام 2013. يبلغ ارتفاع برج اليعقوب 328 متر، يتكون البرج من 69 طابقا فوق سطح الأرض بالإضافة إلى طابق واحد تحت الأرض. ويشمل البرج 224 غرفة فندقية. تصميم برج اليعقوب مستلهم من برج إليزابيث في لندن (والمعروف باسم بيغ بن)، ويوجد تشابه كبير بينهما من حيث التصميم إلا إن الاختلاف الرئيسي بينهما هو عدم وجود ساعة في هذا البرج، وذلك لأن المصممين حاولوا تجنب تشتيت سائقي الباصات خلال قيادتهم على الطريق السريع. ولهذا السبب تلقى البرج الكثير من الانتقادات، ولكن اعتبر بعد ذلك واحدًا من أعلى المباني في دبي

## معرض الصور

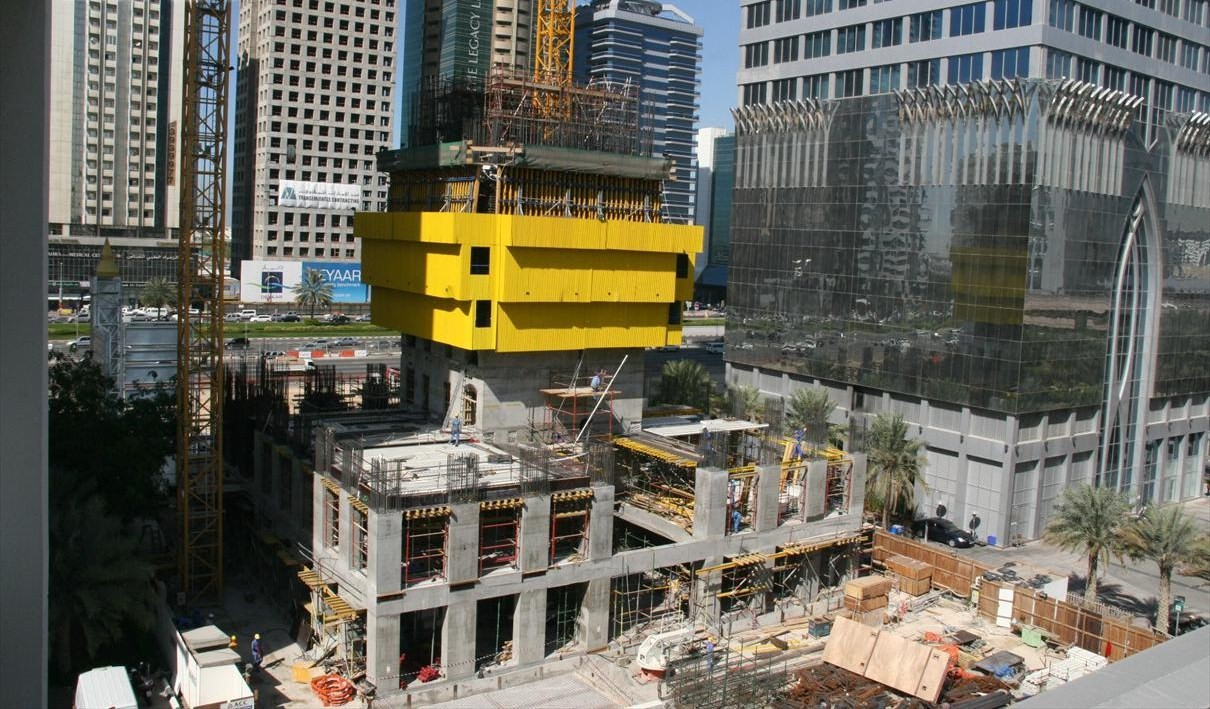
27 يناير 2007
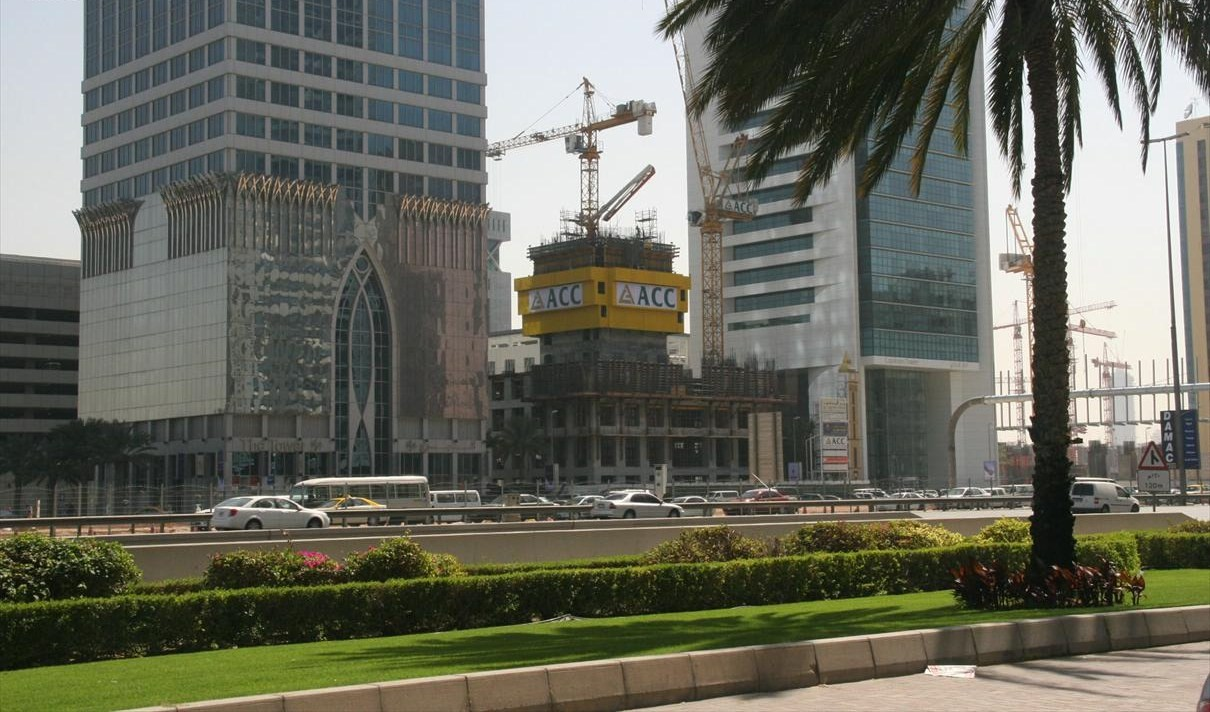
1 مارس 2007
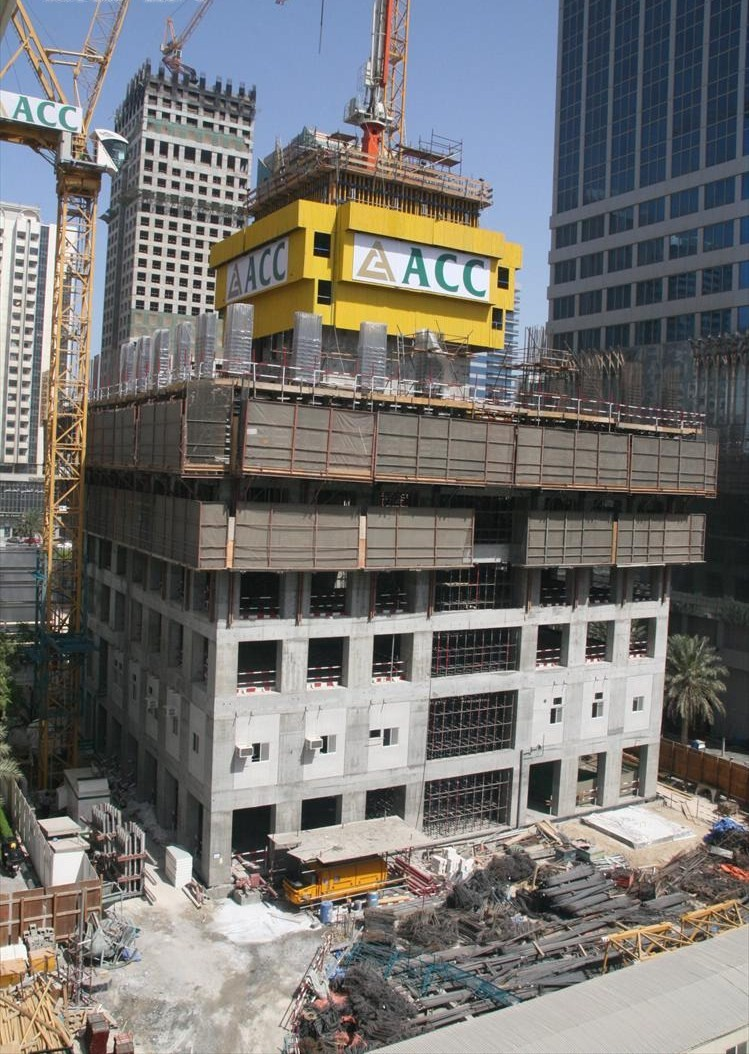
4مايو 2007
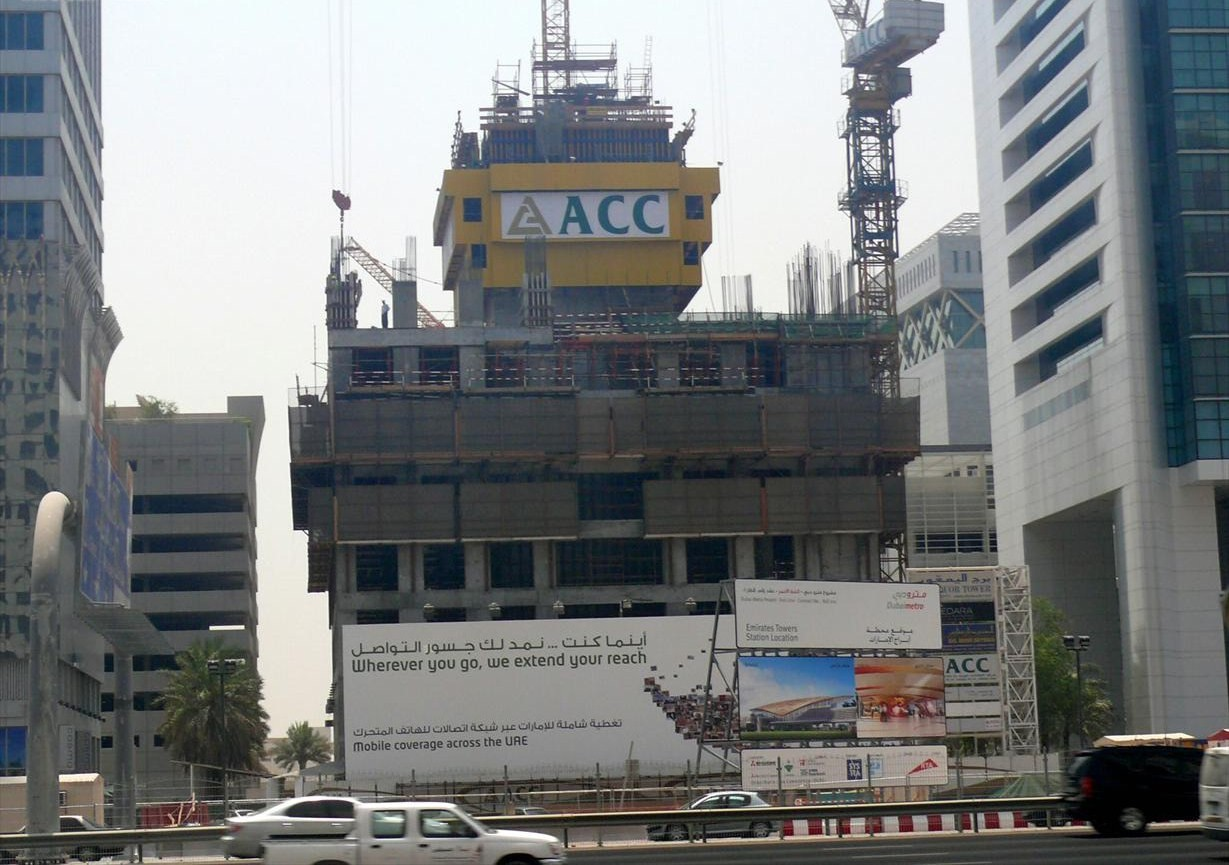
6 أغسطس 2007
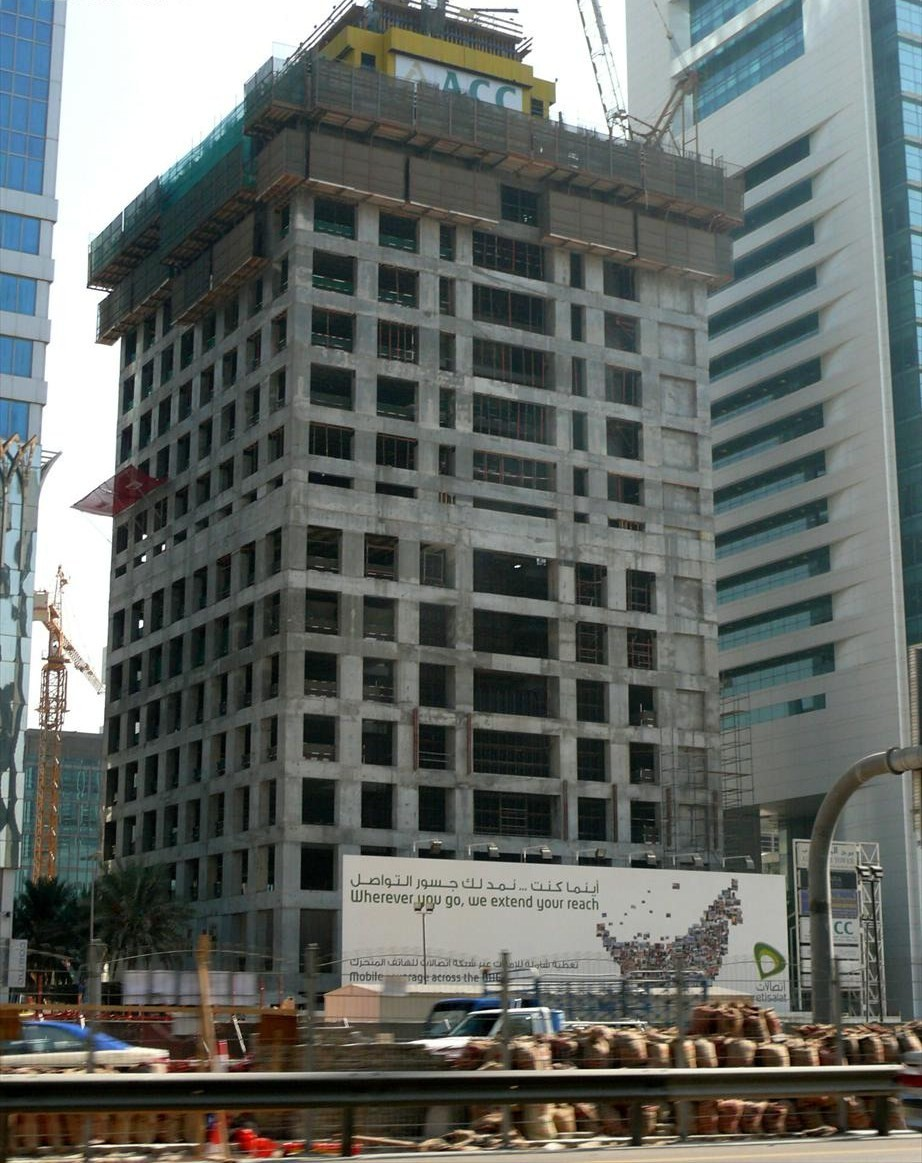
22 نوفمبر 2007
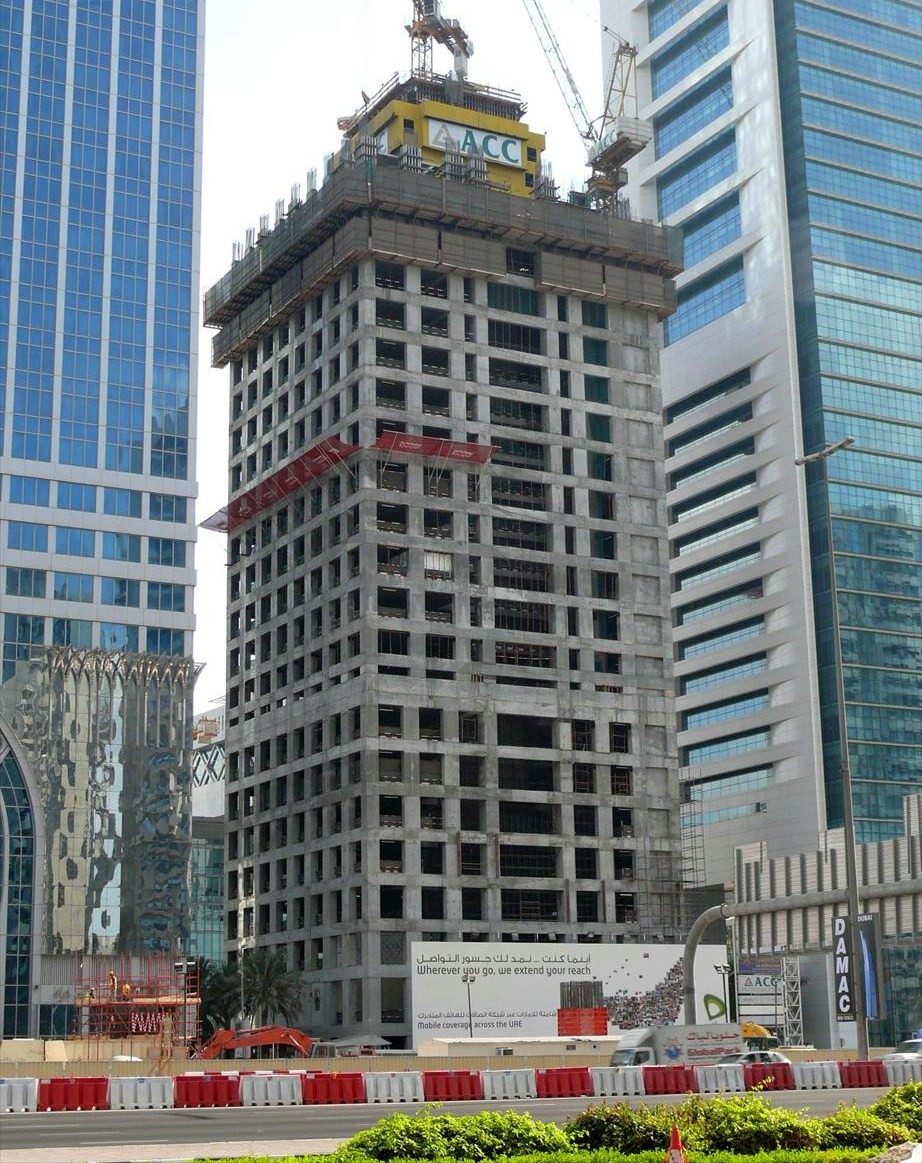
28 ديسمبر 2007
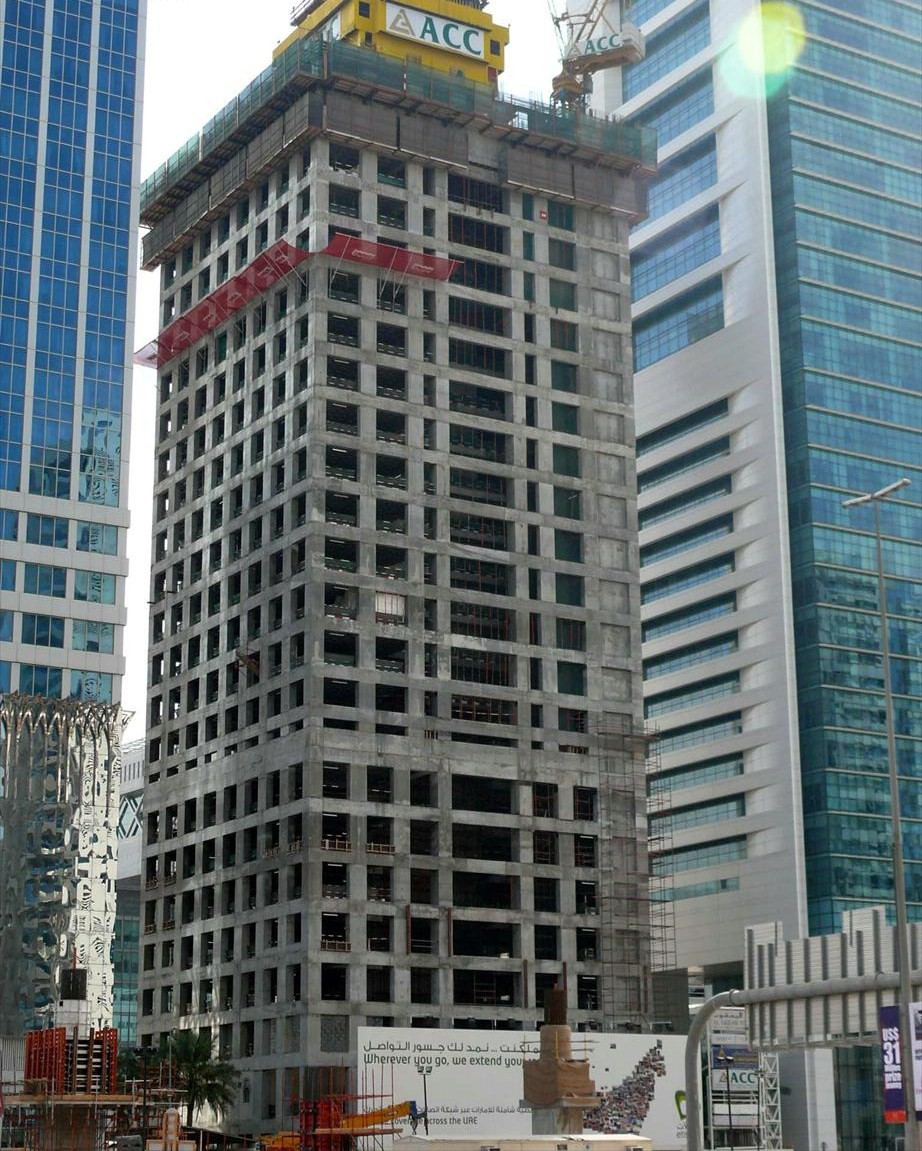
25 يناير 2008

## وصلات خارجية
- Al Yaqoub Group[وصلة مكسورة]
- CTBUH نسخة محفوظة 11 يوليو 2012 at Archive.is